# WrestleMania 22
WrestleMania 22 var den 22. udgave af pay-per-view-showet WrestleMania produceret af World Wrestling Entertainment. Det fandt sted 2. april 2006 fra Allstate Arena i Chicago, Illinois i USA, hvor der var 17.159 tilskuere. Dette var tredje gang, at WrestleMania fandt sted i nærheden af Chicago (sammen med WrestleMania 2 og WrestleMania 13).
Showets main event var en VM-titelkamp om WWE Championship mellem John Cena og Triple H. WWE's anden VM-titel, World Heavyweight Championship, blev forsvaret tidligere på aftenen i en VM-titelkamp, hvor den regerende verdensmester Kurt Angle forsvarede sit bælte i en kamp med tre wrestlere – de to andre var Randy Orton og Rey Mysterio. 
Under showet blevet de nyeste medlemmer af WWE Hall of Fame introduceret af Howard Finkel: Gene Okerlund, Sherri Martel, Tony Atlas, Verve Gagne, William Perry og The Blackjacks. Bret Hart var også blevet indsat aftenen inden, men ønskede ikke at deltage i showet. Eddie Guerrero, der var død året inden, var repræsenteret af sin kone Vickie Guerrero. 

## Resultater
- World Tag Team Championship: Kane og Big Show besejrede Carlito og Chris Masters.
- Rob Van Dam besejrede Shelton Benjamin, Ric Flair, Finlay, Matt Hardy og Bobby Lashley i en Money in the Bank Ladder Match
- WWE United States Championship: John "Bradshaw" Layfield (med Jillian Hall) besejrede Chris Benoit.
- Edge (med Lita) vandt over Mick Foley i en Hardcore Match.
- The Boogeyman vandt over Booker T og Sharmell i en Handicap Match.
- WWE Women's Championship: Mickie James besejrede Trish Stratus.
- The Undertaker besejrede Mark Henry i en Casket Match
- Shawn Michaels besejrede Vince McMahon i en No DQ Match
  - I løbet af kampen blandede Spirit Squad og Shane McMahon sig i kampen for at hjælpe Vince McMahon.
- World Heavyweight Championship: Rey Mysterio besejrede Randy Orton og Kurt Angle i en Triple Threat Match
  - P.O.D. spillede live, da Rey Mysterio kom til ringen.
- WWE Championship: John Cena besejrede Triple H
  - Triple H's kom ud til ringen på en trone klædt i Conan the Barbarian-lignende tøj.
  - Cena kom ud med en Thompson maskinpistol og en gruppe gangstere i en bil fra Chicago fra 1940'erne.